# Novoozerne
Novoozerne  (ucraniano: Новоозерне) es una localidad del Raión de Bolhrad en el Óblast de Odesa de Ucrania. Según el censo de 2001, tiene una población de 188 habitantes. En 2021, unas 100 personas vivían en el pueblo.